# Marina Maslenko
Marina Władimirowna Maslenko (ros. Марина Владимировна Масленко; ur. 3 lipca 1982 w Kustanaju) – kazachska lekkoatletka, medalistka mistrzostw Azji, halowa mistrzyni Azji, medalistka igrzysk azjatyckich, olimpijka z Londynu.

## Przebieg kariery
W zawodach międzynarodowych zadebiutowała w 2006 roku, startując w memoriale lekkoatletycznym rozgrywanym w Biszkeku. W tym samym roku uczestniczyła także w igrzyskach azjatyckich w Dosze, gdzie zajęła 6. pozycję w biegu na 400 m oraz zdobyła srebrny medal w sztafecie 4 × 400 m. Rok później zdobyła brązowy medal mistrzostw Azji w biegu sztafetowym 4 × 400 m. W 2008 została dwukrotną halową wicemistrzynią Azji.
W 2009 roku po raz pierwszy wystąpiła w lekkoatletycznych mistrzostwach świata – swój występ w konkurencji biegu na 400 m zakończyła w fazie eliminacji, zajmując 6. pozycję z czasem 54,38. Uczestniczyła w halowych igrzyskach azjatyckich w Hanoi, gdzie wywalczyła złoty medal w sztafecie 4 × 400 m, jak również brązowy medal w biegu na 400 m. W 2010 otrzymała tytuł halowej mistrzyni Azji w biegu na 400 m, a także tytuł wicemistrzyni w sztafecie 4 × 400 m. Na igrzyskach azjatyckich w Kantonie wywalczyła zaś srebrny medal w biegu sztafetowym 4 × 400 m i brązowy medal w biegu na 400 m – były to ostatnie medale, które sprinterka zdobyła w trakcie zawodów rangi międzynarodowej.
W 2011 drugi raz w karierze wystartowała w mistrzostwach świata, w ramach których została zgłoszona do zmagań w konkurencji biegu sztafetowego 4 × 400 m, ale kazachski zespół z jej udziałem nie ukończył występu w fazie eliminacji. Reprezentowała swój kraj na letnich igrzyskach olimpijskich w Londynie – w trakcie igrzysk wystąpiła w konkurencji biegu na 400 m, gdzie odpadła w eliminacjach, zajmując w swej kolejce 6. pozycję z czasem 53,66.
W latach 2009–2013 zdobyła cztery tytuły mistrzyni kraju, natomiast w latach 2007-2010 trzykrotnie wywalczyła tytuł halowej mistrzyni Kazachstanu.

## Osiągnięcia
| Rok     | Zawody                      | Miasto    | Miejsce | Kategoria          | Wynik   |
| ------- | --------------------------- | --------- | ------- | ------------------ | ------- |
| 2006    | Igrzyska azjatyckie         | Doha      | 6.      | bieg na 400 m      | 53,99   |
| 2006    | Igrzyska azjatyckie         | Doha      | 2.      | sztafeta 4 × 400 m | 3:33,86 |
| 2007    | Mistrzostwa Azji            | Amman     | 6.      | bieg na 400 m      | 54,76   |
| 2007    | Mistrzostwa Azji            | Amman     | 3.      | sztafeta 4 × 400 m | 3:50,81 |
| 2007    | Uniwersjada                 | Bangkok   | 4. H    | bieg na 400 m      | 54,94   |
| 2008    | Halowe mistrzostwa Azji     | Doha      | 2.      | bieg na 400 m      | 53,38   |
| 2008    | Halowe mistrzostwa Azji     | Doha      | 2.      | sztafeta 4 × 400 m | 3:38,10 |
| 2009    | Uniwersjada                 | Belgrad   | 6.      | bieg na 400 m      | 53,26   |
| 2009    | Mistrzostwa świata          | Berlin    | 6. H    | bieg na 400 m      | 54,38   |
| 2009    | Halowe igrzyska azjatyckie  | Hanoi     | 3.      | bieg na 400 m      | 54,34   |
| 2009    | Halowe igrzyska azjatyckie  | Hanoi     | 1.      | sztafeta 4 × 400 m | 3:39,21 |
| 2009    | Mistrzostwa Azji            | Guangdong | 5.      | bieg na 400 m      | 53,78   |
| 2009    | Mistrzostwa Azji            | Guangdong | 4.      | sztafeta 4 × 400 m | 3:36,54 |
| 2010    | Halowe mistrzostwa Azji     | Teheran   | 1.      | bieg na 400 m      | 53,89   |
| 2010    | Halowe mistrzostwa Azji     | Teheran   | 2.      | sztafeta 4 × 400 m | 3:44,20 |
| 2010    | Igrzyska azjatyckie         | Kanton    | 3.      | bieg na 400 m      | 52,70   |
| 2010    | Igrzyska azjatyckie         | Kanton    | 2.      | sztafeta 4 × 400 m | 3:30,03 |
| 2011    | Mistrzostwa Azji            | Kobe      | DNF H   | bieg na 400 m      | N/A     |
| 2011    | Mistrzostwa świata          | Daegu     | DNF H   | sztafeta 4 × 400 m | N/A     |
| 2012    | Letnie igrzyska olimpijskie | Londyn    | 6. H    | bieg na 400 m      | 53,66   |
| 2014    | Igrzyska azjatyckie         | Inczon    | 6.      | sztafeta 4 × 400 m | 3:36,83 |
| Źródło: |                             |           |         |                    |         |

## Rekordy życiowe
- bieg na 400 m – 51,41 (26 czerwca 2008, Korat)
- sztafeta 4 × 400 m – 3:30,03 (26 listopada 2010, Kanton)

Halowe
- bieg na 400 m – 53,38 (15 lutego 2008, Doha)
- sztafeta 4 × 400 m – 3:39,21 (2 listopada 2009, Hanoi)

Źródło: 